# Erodium oxyrrhynchum
Erodium oxyrrhynchum är en näveväxtart. Erodium oxyrrhynchum ingår i släktet skatnävor, och familjen näveväxter.

## Underarter
Arten delas in i följande underarter:
- E. o. bryoniifolium
- E. o. oxyrrhynchum